# Veleizdaja
Po zakonu je izdaja kriminalna nelojalnost, tipično prema državi. To je zločin koji pokriva neka ekstremnija dela protiv nečije nacije ili suverena. To obično obuhvata dela poput učešća u ratu protiv nečije rodne zemlje, pokušaje svrgavanja njene vlade, špijunaže njene vojske, diplomatije ili njenih tajnih službi za neprijateljsku i stranu silu, ili pokušaja ubistva šefa države. Osoba koja je počinila veleizdaju poznata je u zakonu kao veleizdajnik.
Istorijski gledano, u zemljama s opštim pravom, izdaja je takođe obuhvatila i ubistva specifičnih društeveno nadređenih osoba, poput ubistva muža od strane supruge, ili gazde od strane njegovog sluge. Izdajstvo protiv kralja bilo je poznato kao veleizdaja, a izdaja protiv nadređene osobe nižeg ranga bila je sitna izdaja. Kako su nadležnosti širom sveta ukinule sitnu izdaju, „izdaja” se odnosi na ono što je u istoriji bilo poznato kao veleizdaja.
Ponekad se izraz izdajnik koristio kao politički epitet, bez obzira na prirodu proverljive izdajničke akcije. U građanskom ratu ili pobuni, pobednici mogu smatrati da su gubitnici izdajnici. Slično tome, termin izdajnik se koristi u žestokoj političkoj raspravi - obično kao kleveta protiv političkih disidenata, ili protiv zvaničnika na vlasti za koje se smatra da ne deluju u najboljem interesu svojih birača. U određenim slučajevima, kao što je slučaj sa mitom o ubodu u leđa, optužba za izdaju prema velikoj grupi ljudi može biti objedinjujuća politička poruka. Izdajstvo se smatra različitim i u mnogim prilikama je odvojenim od „izdajničkog krivičnog dela” u mnogim delovima sveta.

## Istorija
Po Engleskom zakonu, izdaja je kažnjiva vešanjem i čerečenjem (muškarci) ili spaljivanjem na lomači (žene), mada je obezglavljivanje moglo da bude korišteno po kraljevskoj zapovesti (obično za kraljevsku porodicu i plemstvo). Te kazne su ukinute 1814, 1790 i 1973, respektivno. Kasniji monarsi su koristili zatvorske i materijalne kazne protiv osoba koje bi se razumno mogle nazvati izdajnicima. Mnogi od njih bi se sada samo smatrali disidentima.
Hrišćanska teologija i političko razmišljanje sve do nakon perioda prosvetiteljstva su izdaju i bogohuljenje smatrali sinonimom, jer su osporavali državu i volju Božju. Smatralo se da su kraljevi bogom dati, a izdaja svoje zemlje bilo je delo Sotone.
Engleske reči „treason” i „traitor” izvedene su iz latinske reči tradere, za isporuku ili predaju. Specifično, one potiču od izraza traditores, što se odnosi na biskupe i druge hrišćane koji su predali svete spise ili izdali svoje kolege hrišćane rimskim vlastima pod pretnjom progona, tokom Dioklecijanovog progona između 303. i 305. godine.
Prvobitno je zločin izdaje smatran kao počinjen protiv monarha; podanik koji nije ispoljavao svoju odanost prema suverenu i ponašao se protiv suverena, smatrao se izdajnikom. Kako je potvrđeno na suđenju Johanu Fridrihu Struenseu iz 18. veka u Danskoj, muškarac koji je imao seksualne odnose sa kraljicom mogao se smatrati krivim ne samo za običnu preljubu, već i za izdaju protiv njenog muža, kralja.
Engleska revolucija u 17. veku i Francuska revolucija u 18. veku uvele su radikalno drugačiji koncept lojalnosti i izdaje, pod kojim suverenitet prebiva sa „nacijom” ili „narodom” - prema kome monarh takođe ima obavezu vernosti, i ukoliko je ne ispunjava, monarh je takođe mogao biti optužen za izdaju. Čarls I Stjuart u Engleskoj i Luj XVI u Francuskoj proglašeni su krivima za takvu izdaju i zakonski pogubljeni. Međutim, kada je Čarls  vraćen na presto, on je smatrao revolucionare koji su njegovog oca osudili na smrt izdajnicima u tradicionalnijem smislu.
U srednjem veku, većina slučajeva izdaje bila je u kontekstu unutrašnje politike kraljevstva. Iako bi se pomoć stranom monarhu protiv sopstvenog suverena takođe smatrala izdajom, takvih je bilo samo u retkim slučajevima među izdajama. Nasuprot tome, u modernim vremenima, „izdajnik” i „izdaja” se uglavnom koriste u kontekstu osobe koja pomaže neprijatelju u vreme rata ili sukoba.
Tokom Američke revolucije, rob po imenu Bili osuđen je na smrt pod optužbom za izdaju Virdžinije jer se pridružio Britancima u njihovom ratu protiv američkih kolonista - ali ga je na kraju pomilovao Tomas Džeferson, tadašnji guverner Virdžinije. Džeferson je prihvatio argument, koji su izneli Bilijevi branioci, da – budući da nije građanin i da ne uživa nikakve prednosti toga što je to – Bili nije dugovao nikakvu lojalnost Virdžiniji i stoga nije počinio nikakvu izdaju. Ovo je bio prekretnički slučaj, pošto su u ranijim sličnim slučajevima robovi proglašeni krivim za izdaju i pogubljeni.
Pod sasvim drugačijim okolnostima, slična odbrana je izneta u slučaju Vilijama Džojsa, zvanog Lord Hau-Hau, koji je emitovao nacističku propagandu u UK iz Nemačke tokom Drugog svetskog rata. Džojsov tim odbrane, koji je imenovao sud, tvrdio je da, kao američki državljanin i naturalizovani Nemac, Džojs ne može biti osuđen za izdaju britanske krune. Međutim, tužilaštvo je uspešno tvrdilo da, pošto je lagao o svojoj nacionalnosti da bi dobio britanski pasoš i glasao u Britaniji, Džojs je dugovao vernost kralju. Tako je Džojs osuđen za izdaju, i na kraju je obešen.
Nakon što je Napoleon prvi put pao s vlasti, maršal Mišel Nej se zakleo na vernost obnovljenom kralju Luju XVIII, ali kada je car pobegao sa Elbe, Nej je nastavio svoju napoleonsku podanost i komandovao francuskim trupama u bici kod Vaterloa. Nakon što je Napoleon poražen, svrgnut s prestola i po drugi put prognan u leto 1815. godine, Neja je uhapsila Komora vršnjaka i sudila mu za izdaju. Da bi spasio Nejev život, njegov advokat Andre Dupen je tvrdio da je Nejev rodni grad Sarluj pripojen Pruskoj u skladu sa Pariskim ugovorom iz 1815. godine, te da je Nej sada Prus, koji više ne duguje lojalnost kralju Francuske i stoga nije odgovoran za izdaju na francuskom sudu. Nej je opovrgao nastojanja svog advokata tako što ga je prekinuo i izjavio: „Je suis Français et je resterai Français!” (Ja sam Francuz i ostaću Francuz!). Pošto je odbio tu odbranu, Nej je uredno proglašen krivim za izdaju i pogubljen.
Do kasnog 19. veka, Britanija se – kao i razne druge zemlje – držala doktrine „večne odanosti suverenu“, koja datira još iz feudalnih vremena, prema kojoj su britanski podanici, zahvaljujući lojalnosti britanskom monarhu, ostali takvi čak i ako su emigrirali u drugu državu i uzeli njeno državljanstvo. Ovo je postalo predmet žestoke debate nakon Fenijanskog ustanka 1867. godine, kada su irski Amerikanci koji su otišli u Irsku da učestvuju u ustanku i uhvaćeni bili optuženi za izdaju, jer su ih britanske vlasti smatrale britanskim podanicima. Ovo je razbesnelo mnoge irske Amerikance, na šta su Britanci odgovorili ističući da, baš kao i britanski zakon, američki zakon takođe priznaje trajnu odanost. Kao rezultat toga, Kongres je usvojio Zakon o ekspatrijaciji iz 1868. godine, koji je Amerikancima dao pravo da se slobodno odreknu svog državljanstva SAD. Britanija je sledila taj primer sa sličnim zakonom, a godinama kasnije, potpisala je sporazum kojim se slaže da se prema britanskim podanicima koji su postali američki državljani postupa kao da više nemaju britansko državljanstvo - i stoga više nisu podložni optužbi za izdaju.
U današnje vreme „izdajnik” i „izdaja” uglavnom se koriste za osobu koja pomaže neprijatelju u vremenu rata ili sukoba.
U zakonima mnogih naroda se pominju razne vrste izdaja. „Zločini povezani sa ustankom” su unutrašnja izdaja i mogu uključivati državni udar. „Zločini povezani sa stranom agresijom” su izdaja kooperacije sa stranom agresijom, bez obzira na nacionalnu unutrašnjost i spoljašnjost. „Zločini povezani sa izazivanjem strane agresije” su zločini tajnog komuniciranja sa strancima da bi se izazvala strana agresija ili pretnja. Zavisno od zemlje, optužba za zaveru se dodaje veleizdaji.

## Literatura
- Shannon, Elaine; Blackman, Ann (2002). The Spy Next Door: The Extraordinary Secret Life of Robert Philip Hanssen, The Most Damaging FBI Agent in US History. Little, Brown and Company. ISBN 978-0-316-71821-9.
- Ben-Yehuda, Nachman (2001). Betrayals and Treason. Violations of trust and Loyalty. Westview Press. ISBN 978-0-8133-9776-4.
- Ó Longaigh, Seosamh, Emergency Law in Independent Ireland, 1922–1948. 2006. ISBN 978-1-85182-922-4., Four Courts Press, Dublin.
- The Law Commission (1977) Treason, Sedition and Allied Offences (Working Paper No.72), Part II, pp. 7–40. BAILII
- Halsbury's Laws of England, 4th Edition, 2006 reissue, Volume 11(1), paragraphs 363, 364 and 366
- Hale's History of Pleas of the Crown (1800 ed.) vol. 1, chapter XXIX (from Google Books).
- Hawkin's Treatise of Pleas of the Crown (1824 ed.) vol.1, chapter XIV (from Google Books).
- East's Treatise of Pleas of the Crown (1806 Ed) vol.1, Chapter V, Part VII (sections 98 to 104) (pp 336–339) (from Google Books).
- Coke's Institutes (1797 Ed.), Part 3, Chapter 2 (pp 19 to 36) (from Google Books).
- Chitty's Practical Treatise on Criminal Law (1819 Ed.), vol.3, paragraphs 742 to 745 (pp 176 to 179) (preliminary notes)  and paragraphs 779 to 781 (pp 211–214) (specimen indictments)  (from Google Books).
- Blackstone's Commentaries (1867 ed.), Book 4, Chapter 14, paragraphs 203 and 204 (See also 1791 ed. pages 202 to 204  and the 1825 ed.  – the commentary in footnotes differs) (from Google Books).
- J.G. Bellamy, The Law of Treason in England in the Later Middle Ages, Cambridge University Press, (2004 ed.), Appendix II  (from Google Books).
- Orth, John V.; Newby, Paul M. (2013). The North Carolina State Constitution (на језику: енглески) (2nd изд.). Oxford University Press. стр. 86. ISBN 9780199300655. Приступљено 16. 6. 2017.
- Deer, Sarah; Garrow, Carrie E. (2004). Tribal Criminal Law and Procedure (на језику: енглески). Rowman Altamira. стр. 357. ISBN 9780759115200. Приступљено 18. 6. 2017.
- Maddex, Robert (2005). State Constitutions of the United States (на језику: енглески). CQ Press. стр. 3. ISBN 9781452267371.
- Stimson, Frederic Jesup (1908). The Law of the Federal and State Constitutions of the United States: With an Historical Study of Their Principles, a Chronological Table of English Social Legislation, and a Comparative Digest of the Constitutions of the Forty-six States (на језику: енглески). Boston Book Company. стр. 183. Приступљено 12. 6. 2017.
- Maddex, Robert (2005). State Constitutions of the United States (на језику: енглески). CQ Press. стр. 69. ISBN 9781452267371.
- Wilkins, David E.; Wilkins, Shelly Hulse (2017). Dismembered: Native Disenrollment and the Battle for Human Rights (на језику: енглески). University of Washington Press. стр. 84. ISBN 9780295741598.
- Maddex, Robert (2005). State Constitutions of the United States (на језику: енглески). CQ Press. стр. 103. ISBN 9781452267371.
- Ludlow, Daniel (1992). Encyclopedia of Mormonism. New York: Macmillan. ISBN 978-0-02-879602-4. OCLC 24502140.
- Nellis, Ashley (22. 9. 2010). „Throwing Away the Key: The Expansion of Life Without Parole Sentences in the United States” (PDF). Federal Sentencing Reporter (на језику: енглески). 23 (1): 28. ISSN 1053-9867. doi:10.1525/fsr.2010.23.1.27. Архивирано из оригинала (PDF) 23. 06. 2017. г. Приступљено 25. 6. 2017.
- Bushman, Richard Lyman (2007). Joseph Smith: Rough Stone Rolling (на језику: енглески) (Reprint изд.). Vintage. стр. 349–549. ISBN 9781400077533.
- Maddex, Robert (2005). State Constitutions of the United States (на језику: енглески). CQ Press. стр. 161. ISBN 9781452267371.
- Maddex, Robert (2005). State Constitutions of the United States (на језику: енглески). CQ Press. стр. 214. ISBN 9781452267371.
- Bentley, Joseph I. (1992), „Smith, Joseph: Legal Trials of Joseph Smith”,  Ур.: Ludlow, Daniel H, Encyclopedia of Mormonism, New York: Macmillan Publishing, стр. 1346—1348, ISBN 978-0-02-879602-4, OCLC 24502140;Oaks & Hill (1975, стр. 18)
- Jones Jr, James B. (2015). Hidden History of Tennessee Politics (на језику: енглески). Arcadia Publishing. стр. 19. ISBN 9781625853745. Приступљено 16. 6. 2017.
- Maddex, Robert (2005). State Constitutions of the United States (на језику: енглески). CQ Press. стр. 366. ISBN 9781452267371.
- Mackey, Thomas C. (2014). A Documentary History of the American Civil War Era: Volume 3, Judicial Decisions, 1857-1866 (на језику: енглески). University of Tennessee Press. стр. 220—221. ISBN 9781621900238. Приступљено 12. 6. 2017.
- Maddex, Robert (2005). State Constitutions of the United States (на језику: енглески). CQ Press. стр. 415. ISBN 9781452267371.
- Wilkins, David E.; Wilkins, Shelly Hulse (2017). Dismembered: Native Disenrollment and the Battle for Human Rights (на језику: енглески). University of Washington Press. стр. 81—84. ISBN 9780295741598.
- Barnes, Timothy D. (1994). „Scholarship or Propaganda? Poprphyry Against the Christians and its Historical Setting”. Bulletin of the Institute of Classical Studies. 39: 53—65. JSTOR 43646838. doi:10.1111/j.2041-5370.1994.tb00451.x.
- Barnes, Timothy D. (2000). „Review: Constantine and the Bishops: The Politics of Intolerance”. Phoenix. 54 (3–4): 381—383. JSTOR 1089082. doi:10.2307/1089082.
- Barnes, Timothy D. (2001). „Monotheists All?”. Phoenix. 55 (1–2): 142—162. JSTOR 1089029. doi:10.2307/1089029.
- Baynes, Norman H. (1924). „Two Notes on the Great Persecution”. The Classical Quarterly. 18 (3–4): 189—194. S2CID 170641484. doi:10.1017/S0009838800007102.
- Beatrice, Pier Franco (1993). „Antistes Philosophiae. Ein Christenfeindlicher Propagandist am Hofe Diokletians nach dem Zeugnis des Laktanz”. Aug (на језику: немачки). 33: 1—47.
- Castelli, Elizabeth A. (2004). Martyrdom and Memory: Early Christian Culture Making. New York: Columbia University Press.
- Chadwick, Henry (2001). The Church in Ancient Society: From Galilee to Gregory the Great. New York: Oxford University Press. ISBN 978-0-19-924695-3.
- Clarke, Graeme (2005). „Third-Century Christianity”.  Ур.: Bowman, Alan; Cameron, Averil; Garnsey, Peter. The Cambridge Ancient History, Volume XII: The Crisis of Empire. New York: Cambridge University Press. стр. 589—671. ISBN 0-521-30199-8.
- Corcoran, Simon (1996). The Empire of the Tetrarchs, Imperial Pronouncements and Government AD 284–324. Oxford: Clarendon Press. ISBN 0-19-814984-0.
- Corcoran, Simon (2006). „Before Constantine”.  Ур.: Lenski, Noel. The Cambridge Companion to the Age of Constantine. New York: Cambridge University Press. стр. 35—58. ISBN 0-521-81838-9.
- Curran, John (2000). Pagan City and Christian Capital: Rome in the Fourth Century. Oxford: Clarendon Press. ISBN 0-19-815278-7.
- Davies, P. S. (1989). „The Origin and Purpose of the Persecution of AD 303”. Journal of Theological Studies. 40 (1): 66—94. JSTOR 23963763. doi:10.1093/jts/40.1.66.
- Digeser, Elizabeth DePalma (2000). The Making of a Christian Empire: Lactantius and Rome. Ithaca: Cornell University Press. ISBN 0-8014-3594-3.
- Dodds, E. R. (1970). Pagan and Christian in an Age of Anxiety: Some Aspects of Religious Experience from Marcus Aurelius to Constantine. New York: Norton.
- Drake, H. A. (2000). Constantine and the Bishops: The Politics of Intolerance. Baltimore: Johns Hopkins University Press. ISBN 0-8018-6218-3.
- Edwards, Mark (2005). „Christianity, A.D. 70–192”.  Ур.: Bowman, Alan; Cameron, Averil; Garnsey, Peter. The Cambridge Ancient History, Volume XII: The Crisis of Empire. New York: Cambridge University Press. стр. 573—588. ISBN 0-521-30199-8.
- Elliott, T. G. (1996). The Christianity of Constantine the Great. Scranton, PA: University of Scranton Press. ISBN 0-940866-59-5.
- Frend, William H. C. (2008) [1967]. Martyrdom and persecution in the early church: a study of a conflict from the Maccabees to Donatus (Reissued изд.). James Clarke Company, U.K. ISBN 978-0-227-17229-2.
- Frend, W. H. C. (1987). „Prelude to the Great Persecution: The Propaganda War”. Journal of Ecclesiastical History. 38 (1): 1—18. S2CID 162190645. doi:10.1017/S002204690002248X.
- Frend, W. H. C. (2006). „Persecutions: Genesis and Legacy”.  Ур.: Mitchell, Margaret M.; Young, Frances M. The Cambridge History of Christianity, Volume I: Origins to Constantine. New York: Cambridge University Press. стр. 503—523. ISBN 978-0-521-81239-9.
- Gaddis, Michael (2005). There Is No Crime for Those Who Have Christ: Religious Violence in the Christian Roman Empire. Berkeley, Los Angeles, and London: University of California Press. ISBN 0-520-24104-5.
- Gibbon, Edward (1995).  Womersley, David, ур. History of the Decline and Fall of the Roman Empire. 1. London: Penguin Classics. ISBN 978-0-14-043393-7.
- Greenslade, S. L., ур. (1975). The West from the Reformation to the Present Day. The Cambridge History of the Bible. 3 (Paperback изд.). Cambridge University Press. ISBN 0-521-29016-3.
- Helgeland, John (1974). „Christians and the Roman Army A.D. 173–337”. Church History. 43 (2): 149—163, 200. JSTOR 3163949. S2CID 162376477. doi:10.2307/3163949.
- Hopkins, Keith (1998). „Christian Number and Its Implications”. Journal of Early Christian Studies. 6 (2): 185—226. S2CID 170769034. doi:10.1353/earl.1998.0035.
- Jones, A. H. M. (1964). The Later Roman Empire, 284–602: A Social, Economic and Administrative Survey. Oxford: Basil Blackwell.
- Keresztes, Paul (1983). „From the Great Persecution To the Peace of Galerius”. Vigiliae Christianae. 37 (4): 379—399. doi:10.1163/157007283X00241.
- Klingshirn, William E.; Safran, Linda, ур. (2007). The Early Christian Book. Washington: The Catholic University of America Press. ISBN 978-0-8132-1486-3.
- Knipfing, J. R. (1922). „The Edict of Galerius (311 A.D.) re-considered”. Revue Belge de Philologie et d'Histoire. 1 (4): 693—705. doi:10.3406/rbph.1922.6200.
- Lane Fox, Robin (1986). Pagans and Christians. New York: Alfred A. Knopf. ISBN 0-394-55495-7.
- Leadbetter, William (2004). „From Constantine to Theodosius (and Beyond)”.  Ур.: Esler, Philip Francis. The Early Christian World. London: Routledge. стр. 258—292. ISBN 978-0-415-16496-2.
- Liebeschuetz, J. H. W. G. (1979). Continuity and Change in Roman Religion. Oxford: Oxford University Press. ISBN 0-19-814822-4.
- Löhr, Winrich (2002). „Some Observations on Karl-Heinz Schwarte's 'Diokletians Christengesetz'”. Vigiliae Christianae. 56 (1): 75—95. doi:10.1163/15700720252984846.
- MacMullen, Ramsay (1984). Christianizing the Roman Empire. New Haven: Yale University Press. ISBN 0-300-03642-6.
- Millar, Fergus (1993). The Roman Near East, 31 B.C.–A.D. 337. Cambridge, MA: Harvard University Press. ISBN 0-674-77885-5.
- Mitchell, Stephen (1988). „Maximinus and the Christians in A.D. 312: A New Latin Inscription”. Journal of Roman Studies. 78: 105—124. JSTOR 301453. S2CID 163079454. doi:10.2307/301453.
- Nicholson, Oliver (1989). „Flight from Persecution as Imitation of Christ: Lactantius' Divine Institutes IV. 18, 1–2”. Journal of Theological Studies. 40 (1): 48—65. doi:10.1093/jts/40.1.48.
- Odahl, Charles Matson (2004). Constantine and the Christian Empire. New York: Routledge. ISBN 0-415-17485-6.
- Potter, David S. (2005). The Roman Empire at Bay: AD 180–395. New York: Routledge. ISBN 0-415-10057-7.
- Rees, Roger (2004). Diocletian and the Tetrarchy. Edinburgh, UK: Edinburgh University Press. ISBN 9780748616602.
- Rives, J. B. (1999). „The Decree of Decius and the Religion of the Empire”. Journal of Roman Studies. 89: 135—154. JSTOR 300738. S2CID 159942854. doi:10.2307/300738.
- de Sainte-Croix, G. E. M. (1954). „Aspects of the Great Persecution”. Harvard Theological Review. 47 (2): 75—113. S2CID 161188245. doi:10.1017/S0017816000027504.
- de Sainte-Croix, G. E. M. (2006). Christian Persecution, Martyrdom, and Orthodoxy. New York: Oxford University Press. ISBN 0-19-927812-1.
- de Sainte-Croix, G. E. M. (1963). „Why Were the Early Christians Persecuted?”. Past & Present (26): 6—38. doi:10.1093/past/26.1.6.
- Schott, Jeremy M. (2005). „Porphyry on Christians and Others: "Barbarian Wisdom," Identity Politics, and Anti-Christian Polemics on the Eve of the Great Persecution”. Journal of Early Christian Studies. 13 (3): 277—314. S2CID 144484955. doi:10.1353/earl.2005.0045.
- Schott, Jeremy M. (2008). Christianity, Empire, and the Making of Religion in Late Antiquity. Philadelphia: University of Philadelphia Press. ISBN 978-0-8122-4092-4.
- Sherwin-White, A. N. (1952). „The Early Persecutions and Roman Law Again”. Journal of Theological Studies. 3 (2): 199—213. doi:10.1093/jts/III.2.199.
- Shin, Min Seok (2018). The Great Persecution: A Historical Re-examination. Turnhout: Brepols. ISBN 978-2-503-57447-9.
- Tilley, Maureen A. (1997). The Bible in Christian North Africa: The Donatist World. Minneapolis: Fortress Press. ISBN 0-8006-2880-2.
- Tilley, Maureen A. (2006). „North Africa”.  Ур.: Mitchell, Margaret M.; Young, Frances M. The Cambridge History of Christianity, Volume I: Origins to Constantine. New York: Cambridge University Press. стр. 381—396. ISBN 978-0-521-81239-9.
- Trompf, G. W. (2000). Early Christian Historiography: Narratives of redistributive justice. New York: Continuum. ISBN 0-8264-5294-9.
- Walter, Christopher (2003). The Warrior Saints in Byzantine Art and Tradition. Ashgate. ISBN 1-84014-694-X.
- Williams, Stephen (1997). Diocletian and the Roman Recovery. New York: Routledge. ISBN 0-415-91827-8.
- Woods, David (1992). „Two Notes on the Great Persecution”. Journal of Theological Studies. 43 (1): 128—134. doi:10.1093/jts/43.1.128.
- Woods, David (2001). „'Veturius' and the Beginning of the Diocletianic Persecution”. Mnemosyne. 54 (5): 587—591. doi:10.1163/15685250152909057.

## Spoljašnje veze
- "Treason" na Encyclopedia Britannica (1911)
- "On Treason" - sir William Blackstone